# Scobicia
Genre
Scobicia est un genre de coléoptères de la famille des Bostrichidés. Il compte une dizaine d'espèces,,,.

## Espèces
Ces 11 espèces appartiennent au genre Scobicia :
- Scobicia arizonica (en) Lesne, 1907

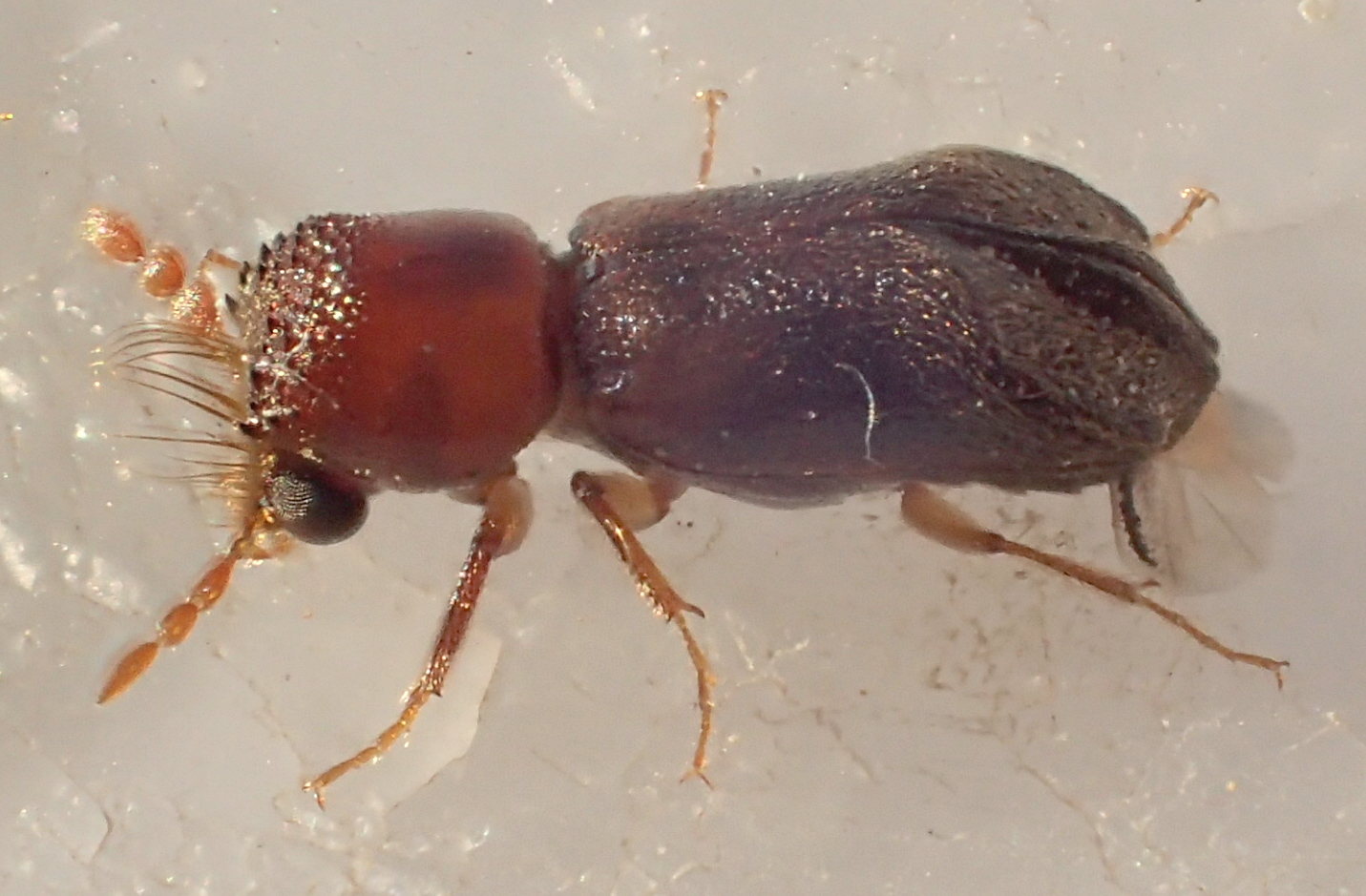
Scobicia pustulata.

- Scobicia barbata (Wollaston, 1860)
- Scobicia barbifrons (Wollaston, 1864)
- Scobicia bidentata (en) (Horn, 1878)
- Scobicia chevrieri (en) (Villa & Villa, 1835)
- Scobicia declivis (en) (LeConte, 1860)
- Scobicia ficicola (Wollaston, 1865)
- Scobicia lesnei (en) Fisher, 1950
- Scobicia monticola Fisher, 1950
- Scobicia pustulata (Fabricius, 1801)
- Scobicia suturalis (en) (Horn, 1878)